# Halticopterella robusta
Halticopterella robusta är en stekelart som beskrevs av Sureshan 2001. Halticopterella robusta ingår i släktet Halticopterella och familjen puppglanssteklar. Inga underarter finns listade i Catalogue of Life.